# Токарев, Фёдор Леонидович
Фёдор Леонидович Токарев (1927 — 16 октября 1942) — юный герой-партизан разведчик и связной Великой Отечественной войны, замученный и зверски убитый фашистами в октябре 1942 года.

## Биография
Родился в 1927 году в селе Явлена Есильского района Северо-Казахстанской области в Казахстане. В 1930-х годах семья приняла решение переселиться на постоянное место жительство в станицу Абадзехскую (Адыгея). Федя и его брат Гриша Токарев воспитывались в семье Таисии Михеевны, дедушка — Илья Егорович Артюхов был егерем, знатоком местных окрестных лесов. Фёдор был учащимся школы № 3 станицы Абадзехская.
Пятнадцатилетний Федя Токарев во время Великой Отечественной войны стал помогать партизанам отряда № 3 «За Родину». В августе 1942 года немецко-фашистские войска заняли станицу Абадзехскую. Семья Феди, спасаясь от расправ очутилась на Войкиной поляне, в сторожке у своего дедушки егеря. Артюхов был связан с партизанским отрядом. Мальчики Федя и Гриша тоже стали помогать защитникам Родины — ходили в разведку, добывали ценные сведения и доставляли их в отряд. Вместе с Ильёй Егоровичем Фёдор уберёг колхозное стадо, отбив его у гитлеровцев и перегнав в горы.
Однажды братья, устроив засаду из карабинов, подорвав гранатами немецкий автомобиль, уничтожили двух фашистов-мотоциклистов.
Вместе с Токаревыми в отряде были и другие юные герои, среди них — Стёпа Пономарёв. Как-то Степан не возвратился с задания, и отряд принял решение направить Фёдора разузнать что произошло. Пробравшись в станицу и увидевшись с матерью Пономарёва, Федя узнал, что Стёпа замучен в гестапо. Возвращаясь назад через огороды, он наткнулся на полицаев, один из которых был сослуживцем отца Феди. 7 октября 1942 года на основании доноса предателя-старосты были арестованы все члены семьи Токарева. Их допрашивали, пытали. Потом отпустили — всех, кроме дедушки и Феди.
Федю Токарева и Илью Егоровича Артюхова бросили в застенок. Их изощрённо пытали, но никаких сведений они не выдали. 16 октября 1942 года их вывели за станцию Хаджох и заживо закопали в землю.
Мальчик-герой захоронен в братской могиле в посёлке Каменномостском.

## Память
- Мемориальная доска в память о герое установлена на здании школы № 3 станицы Абадзехская.
- В 1988 году в селе Явленка (Казахстан), у здания историко-краеведческого музея, сооружён гранитный бюст отважного партизана.
- В посёлке Тульском находится памятник пионерам-героям Адыгеи. Среди имён героев — имя Федора Токарева.
- Именем Феди Токарева названы улица в селе Есиль и лагерь отдыха школьников.
- В музее школы № 3 станицы Абадзехской хранятся материалы о юном партизане Токареве.